# François Billetdoux
François Billetdoux (7 de septiembre de 1927 – 26 de noviembre de 1991) fue un autor dramático y novelista de nacionalidad francesa.

## Biografía
Nacido en París, Francia, fue uno de los promotores del nuevo teatro. Sus obras describen el mundo con humor fiero, con un estilo en cierto modo burlesque y que en ocasiones puede considerarse como humor negro.
Billetdoux fue nombrado Presidente de la Société des gens de lettres en 1972.  Cofundador de la Société civile des auteurs multimédia, fue miembro del Conseil du développement culturel desde 1971 a 1973.
Sus hijos fueron Raphaële Billetdoux, también escritor, y Virginie Billetdoux, actriz.
En 1989 fue recompensado con el Gran premio del teatro de la Academia Francesa.
François Billetdoux falleció en 1991 en París, Francia.
Sus archivos, notas preparatorias y versiones de sus obras fueron donados por su esposa al Departamento de Artes de Espectáculo de la Biblioteca Nacional de Francia en los años 2007 y 2008.

## Obra literaria

### Teatro
- À la nuit la nuit (1955)
- Le comportement des époux Bredburry (1955)
- Tchin-tchin (1959)
- Va donc chez Thorpe (1961)
- Comment va le monde, Môssieu ? Il tourne, Môssieu (1964)
- Il faut passer par les nuages (1964)
- Silence, l'arbre remue encore (1967)
- Quelqu'un devrait faire quelque chose (1969): escenografía del autor en el Festival de Vaison-la-Romaine
- 7 + quoi ? (1969): Théâtre du Gymnase Marie-Bell
- Femmes Parallèles (1970): Comédie-Française
- Rintru pa trou tar, hin (1971)
- Les Veuves (1972)
- La Nostalgie, camarade (1974): Comédie-Française en el Teatro del Odéon
- Ai-je dit que je suis bossu ? (1980)
- Réveille-toi, Philadelphie (1988)

### Novelas
- L'Animal (1955)
- Royal garden blues (1957)
- Brouillon d'un bourgeois (1961)

## Actor teatral
- 1959 : Tchin-Tchin, de François Billetdoux, escenografía de François Darbon, Théâtre de Poche Montparnasse
- 1961 : Va donc chez Thorpe, de François Billetdoux, escenografía de Antoine Bourseiller, Teatro de los Campos Elíseos
- 1971 : Rintru pa trou tar hin !, de François Billetdoux, escenografía de Serge Peyrat, Théâtre de la Ville

## Director teatral
- 1955 : Au jour le jour, de Jean Cosmos, Théâtre de l'Œuvre
- 1955 : À la nuit la nuit, de François Billetdoux, Théâtre de l'Œuvre
- 1960 : Le Comportement des époux Bredburry, de François Billetdoux, Théâtre des Mathurins
- 1964 : Comment va le monde, Môssieu ? Il tourne, Môssieu, de François Billetdoux, Teatro del Ambigu-Comique